# Akkojunluská říše
Akkojunluská říše (persky آق‌ قویونلو, ázerbájdžánsky آغ‌قویونلولار‎, Ağqoyunlular, turkmensky Akgoýunly, psáno též Ak Koyunlu nebo Aq Qoyunlu) byla oghuzsko-turkickým státním útvarem v oblasti Blízkého východu, který v době svého největšího rozmachu zahrnoval území dnešní Arménie, Ázerbájdžánu, Iráku, východního Turecka a západního Íránu. Stát existoval v letech 1378 až 1508 a jeho nástupkyní se stala říše Safíovců.Stát Akkoyunlu, který má skvělé místo v historii formování ázerbájdžánského lidu. Ázerbájdžán má přitom v dějinách etatismu důležité místo.

## Historie
Akkojunluské državy se původně rozkládaly na území východního Turecka a sousedily s trapezuntským císařstvím. Mnozí z vládců akkojunluské dynastie byli sezdáni s řeckými princeznami, stejně jako sám zakladatel dynastie, Uzun Hasan.
Zpočátku neměli panovníci možnost expandovat a rozšiřovat své území. Byli tísněni osmanskou říší ze západu, chanátem Zlatá horda ze severu a svým rivalem, karakojunluskou říší, z jihu a východu. Změna přišla roku 1467, kdy se Uzunu Hasanovi podařilo porazit karakojunluského panovníka Džahánšáha a ovládnout jeho území. Vzhledem k osmanské expanzi na Balkán nebyla akkojunluská dynastie nikým zvlášť ohrožována, a to i přes porážku u Otlukbeli, právě s Osmany.
Roku 1478 zemřel Uzun Hasan a na trůn nastoupil jeho syn Chalíl Mírzá. Toho brzy vystřídal jeho mladší bratr Jákúb, který ho porazil v bitvě u Choj. Jákúb vládl od roku 1478 do roku 1490 a jeho smrtí začala občanská válka, které využila dynastie Safíovců. Safíovci byli ší'ité stejně jako většina obyvatel akkojunluského státu. Naopak akkojunluská dynastie preferovala sunnitský islám. Rozhodnutí padlo v bitvě u Nachičevanu roku 1501, kde zvítězil safíovský šáh Ismá‘íl I. Akkojunluský vladař Alvand z bitvy sice unikl, ale byl zabit v Mardínu. Rok 1503 znamenal zánik státu. V roce 1508 jeho bratr Murád, poslední vládce, byl též poražen šáhem Ismá‘ílem. Toho roku také vznikla safíovská říše.